# Dubna
Dubna (tiếng Nga: Дубна) là một thành phố ở Nga với dân số năm 2002 là 60.951 người. Thành phố này nằm cách Moskva 125 km về phía bắc, cạnh sông Volga.
Dubna được xây năm 1956, cùng với Viện Liên hiệp nghiên cứu hạt nhân Dubna, một phòng thí nghiệm quốc tế lớn hoạt động trong lĩnh vực vật lý hạt, các nguyên tố siêu urani và sinh học phóng xạ. Nguyên tố hóa học thứ 105 dubni được đặt tên theo thành phố này.